# Projekt Lady
Projekt Lady – polski program telewizyjny typu reality show oparty na brytyjskim formacie Ladette to Lady (na licencji RDF Media) emitowany w latach 2016–2021 na antenie TVN (TVN 7 w przypadku 6. edycji).

## Zasady programu
W programie bierze udział kilkanaście (w pierwszej i szóstej edycji 12, od drugiej do piątej – 13) dziewczyn w wieku 18–29 lat, które reprezentują imprezowy styl życia. Uczestniczki trafiają do pałacu (w pierwszej i drugiej edycji – w Radziejowicach, od trzeciej do piątej – w Rozalinie, z kolei od szóstej w Ojrzanowie), gdzie pod okiem ekspertów oraz mentorek (Tatiany Mindewicz-Puacz i dr Ireny Kamińskiej-Radomskiej) uczone są dobrych manier. Uczestniczki wspiera i motywuje do działania Małgorzata Rozenek-Majdan.
Od drugiego odcinka z programu eliminowana jest co najmniej jedna uczestniczka, która najgorzej rokuje na zmianę oraz najsłabiej radzi sobie z zadaniami. Do finału trafiają trzy uczestniczki, spośród których wybierana jest zwyciężczyni. Nagrodą główną w programie jest trzymiesięczne stypendium (organizowane przez EF Education First) w renomowanej szkole językowej w Oksfordzie (w pierwszej edycji w Cambridge), opłacone wraz z pobytem, o wartości ok. 70 tys. zł.

## Produkcja
Nagrania pierwszej edycji programu ruszyły w listopadzie 2015. Pierwotnie program miał trafić na antenę wiosną 2016, jednak ostatecznie premiera odbyła się w czerwcu 2016. Na początku sierpnia 2016 telewizja TVN zapowiedziała, że powstanie druga edycja, której pierwszy odcinek wyemitowano 12 czerwca 2017. Na początku marca 2018 rozpoczęto nagrania do trzeciej edycji programu, a pierwszy odcinek pokazano 21 maja 2018 roku. Na początku marca 2019 ruszyły nagrania do czwartej edycji, a pierwszy odcinek został wyemitowany 20 maja 2019 roku. Planowane na marzec 2020 zdjęcia do piątej edycji zostały zawieszone przez rozprzestrzenianie się COVID-19 w Polsce i ostatecznie rozpoczęły się pod koniec czerwca. Pierwszy odcinek piątej serii został wyemitowany w jesiennym sezonie, 7 września 2020 roku. Zdjęcia do szóstego sezonu programu wystartowały we wrześniu 2021, poinformowano wówczas również, że program będzie premierowo emitowany na antenie stacji TVN 7. Premiera odbyła się w piątek 8 października 2021 o godzinie 20:00. Wyjątek stanowi finał, który został wyemitowany w niedzielę 26 grudnia o godzinie 19:00. 

## Ekipa

### Prowadzący
- Małgorzata Rozenek-Majdan – prowadząca

### Mentorzy
- Tatiana Mindewicz-Puacz – trenerka rozwoju osobistego
- dr Irena Kamińska-Radomska – wykładowczyni, adiutantka i trenerka etykiety biznesu

### Goście specjalni
Pierwsza edycja
- Iwona Radwan-Sado – stylistka i choreograf (uczyła prawidłowego chodzenia w szpilkach)
- Katarzyna Porczak – artystka (uczyła rysowania)
- Mikołaj Rey – członek rodu właścicieli zamku w Montrésor (przeprowadził warsztaty kulinarne)
- Iwona Firmanty – psycholog i trener biznesu (przeprowadziła z uczestniczkami rozmowę kwalifikacyjną)

Druga edycja
- Iwona Radwan-Sado – stylistka i choreograf (uczyła prawidłowego chodzenia i pozycji ciała)
- Mikołaj Rey – członek rodu właścicieli zamku w Montrésor (przeprowadził warsztaty kulinarne)
- Dominika Zasadzińska – makijażystka (uczyła techniki makijażu)
- Monika Staruch – seksuolog (przeprowadziła zajęcia dotyczące seksu)
- Agustin Egurrola – tancerz i choreograf (uczył tanga argentyńskiego)
- Aleksandra Agaciak i Marcin Romanowski – wokalistka i producent muzyczny (zrealizowali nagrania autorskich piosenek uczestniczek)
- Iwona Firmanty i Małgorzata Karczewska – specjalistki ds. rekrutacji (przeprowadziły z uczestniczkami rozmowę kwalifikacyjną)
- Jerzy Łazewski – aktor i pedagog (przeprowadził z uczestniczkami szkolenie z przekleństw)
- Sébastien Talon – specjalista do spraw etykiety

Trzecia edycja
- Iwona Radwan-Sado – stylistka i choreograf (uczyła prawidłowego chodzenia i pozycji ciała)
- Adam Chowański – stylista (doradzał uczestniczkom w sprawie mody)
- Andrzej Cichocki –  trener biznesu (przeprowadził zajęcia dotyczące asertywności)
- Małgorzata Unrug – instruktorka sztuk walki (uczyła samoobrony)
- Robert Kudelski – aktor (przeprowadził szkolenie z przekleństw)
- Szymon Milonas – sommelier (przeprowadził szkolenie z win)
- Tomasz Łagowski – kucharz (przeprowadził warsztaty kulinarne)
- Dominika Siwek – rzeźbiarka (uczyła rzeźbiarstwa)
- Grzegorz Dolniak – stand-uper (przeprowadził warsztaty z improwizacji scenicznej)
- Agnieszka i Michał Piątkowscy – headhunterzy (przeprowadzili z uczestniczkami rozmowę kwalifikacyjną)
- Elżbieta Wysoczańska-Orlowski – członkini rodu właścicieli zamku w Fontainebleau
- Agustin Egurrola – tancerz i choreograf (uczył walca wiedeńskiego)

Czwarta edycja
- Maciej Majzner – choreograf (uczył prawidłowego chodzenia i pozycji ciała)
- Adam Chowański – stylista (przeprowadził zajęcia z doboru stroju)
- Tomasz Łagowski – kucharz (przeprowadził warsztaty kulinarne)
- Agnieszka Klimczak i Sebastian Stryjak – właściciele leśnego obozu survivalu (zorganizowali zajęcia survivalowe w lesie)
- Karolina Pisarek –  modelka (przeprowadziła zajęcia z pewności siebie)
- Dominika Zasadzińska – wizażystka (przeprowadziła lekcję makijażu)

Piąta edycja
- Mikołaj Rey – członek rodu właścicieli zamku w Montrésor (był obecny przy kolacji powitalnej)
- Daniel „Qczaj” Kuczaj – trener (przeprowadził poranny trening i jogging)
- Iwona Radwan-Sado – stylistka i choreograf (uczyła prawidłowego chodzenia i pozycji ciała)
- Adam Fidusiewicz – aktor (przeprowadził z uczestniczkami szkolenie z przekleństw)
- Tomasz Łagowski – kucharz (przeprowadził warsztaty kulinarne)
- Sergiusz Żymełka – właściciel firmy (przeprowadził rozmowy rekrutacyjne i szkolenie pracownicze)
- Aggie Lal – Instagramerka (przeprowadziła zajęcia dotyczące wizerunku w mediach społecznościowych)

Szósta edycja
- Daniel „Qczaj” Kuczaj – trener (przeprowadził poranny trening i jogging)
- Klaudia El Dursi – celebrytka (przeprowadziła zajęcia z prawidłowego chodzenia i pozycji ciała na torze przeszkód)
- Andrej Mosejcuk, Marta Claudia Gonzales, Ulises Sanches – tancerze (przeprowadzili naukę tańca towarzyskiego)
- Bartosz Kowalczyk – kucharz (przeprowadził warsztaty kulinarne)
- Ewa Mazurczyk-Jankowska, Magdalena Pieniacka  – headhunterki (przeprowadziły z uczestniczkami rozmowę kwalifikacyjną)

## Spis edycji
Uwaga: tabela zawiera daty odnoszące się wyłącznie do pierwszej emisji telewizyjnej; nie uwzględniono w niej ewentualnych prapremier w serwisach internetowych (np. Player).
| Edycja | Edycja | Odcinki    | Pierwsza emisja telewizyjna | Pierwsza emisja telewizyjna | Pierwsza emisja telewizyjna | Pierwsza emisja telewizyjna                 | Pierwsza emisja telewizyjna | Pierwsza emisja telewizyjna |
| Edycja | Edycja | Odcinki    | Sezon(y)                    | Premiera                    | Finał                       | Pora emisji                                 | Średnia oglądalność         | Stacja telewizyjna          |
| ------ | ------ | ---------- | --------------------------- | --------------------------- | --------------------------- | ------------------------------------------- | --------------------------- | --------------------------- |
|        | 1.     | 1–9 (9)    | lato 2016                   | 27 czerwca 2016             | 29 sierpnia 2016            | poniedziałek 20.55                          | 1,926 mln                   | TVN                         |
|        | 2.     | 10–21 (12) | lato 2017                   | 12 czerwca 2017             | 28 sierpnia 2017            | poniedziałek 20.55                          | 1,474 mln                   | TVN                         |
|        | 3.     | 22–33 (12) | wiosna–lato 2018            | 21 maja 2018                | 6 sierpnia 2018             | poniedziałek 21.30 (do 28 września 2020)    | 1,557 mln                   | TVN                         |
|        | 4.     | 34–45 (12) | wiosna–lato 2019            | 20 maja 2019                | 5 sierpnia 2019             | poniedziałek 21.30 (do 28 września 2020)    | 1,289 mln                   | TVN                         |
| -      | 5.     | 46–57 (12) | jesień 2020                 | 7 września 2020             | 23 listopada 2020           | poniedziałek 21.30 (do 28 września 2020)    | 788 tys.                    | TVN                         |
|        | 5.     | 46–57 (12) | jesień 2020                 | 7 września 2020             | 23 listopada 2020           | poniedziałek 22.30 (od 5 października 2020) | 788 tys.                    | TVN                         |
|        | 6.     | 58–69 (12) | jesień 2021                 | 8 października 2021         | 26 grudnia 2021             | piątek 20.00, niedziela 19.00 (finał)       | 353 tys.                    | TVN 7                       |

## Uczestniczki
Pierwsza edycja (2016)
| Miejsce | Uczestniczka        |
| ------- | ------------------- |
| 1.      | Patrycja Wieja      |
| 2.      | Angelika Karwowska  |
| 2.      | Pamela Szczepek     |
| 4.      | Agata Szostek       |
| 5.      | Roksana Nowak       |
| 5.      | Marta Tomczak       |
| 7.      | Patrycja Karczewska |
| 8.      | Izabela Szimke      |
| 9.      | Vanessa Białek      |
| 9.      | Agnieszka Jabłońska |
| 11.     | Agnieszka Kowacz    |
| 12.     | Róża Machtałowicz   |

Druga edycja (2017)
| Miejsce | Uczestniczka          |
| ------- | --------------------- |
| 1.      | Roksana Gac           |
| 2.      | Julia Jaroszewska     |
| 2.      | Kaja Kajuth           |
| 4.      | Karolina Plachimowicz |
| 5.      | Paulina Radzikowska   |
| 6.      | Katarzyna Fik         |
| 6.      | Magdalena Świderska   |
| 6.      | Daria Juszczyk        |
| 9.      | Anna Stokłosa         |
| 10.     | Klaudia Haręza        |
| 11.     | Angelika Tatarkin     |
| 12.     | Kinga Orchowska       |
| 13.     | Dominika Lis          |

Trzecia edycja (2018)
| Miejsce | Uczestniczka          |
| ------- | --------------------- |
| 1.      | Magdalena Lubacz      |
| 2.      | Agnieszka Koszelak    |
| 2.      | Sandra Rogaczewska    |
| 4.      | Klaudia Obrzut        |
| 5.      | Anna Lewandowska      |
| 6.      | Natalia Bugajska      |
| 6.      | Wiktoria Lewińska     |
| 8.      | Patrycja Hutna        |
| 9.      | Magdalena Prusinowska |
| 9.      | Katarzyna Wójciak     |
| 11.     | Sara Kacprzak         |
| 12.     | Aleksandra Baryga     |
| 13.     | Anna Kowalewska       |

Czwarta edycja (2019)
| Miejsce | Uczestniczka       |
| ------- | ------------------ |
| 1.      | Liubov Miruk       |
| 2.      | Agata Mielcarz     |
| 2.      | Dominika Wiącek    |
| 4.      | Iwona Sobieraj     |
| 5.      | Klaudia Zielińska  |
| 6.      | Roksana Grzelka    |
| 6.      | Natalia Lieber     |
| 8.      | Sabina Pysz        |
| 9.      | Róża Florczyk      |
| 9.      | Katarzyna Kozubek  |
| 11.     | Sandra Morman      |
| 12.     | Małgorzata Bartnik |
| 13.     | Laura Wawrzynowicz |
| –       | Magdalena Rybak    |

Piąta edycja (2020)
| Miejsce | Uczestniczka        |
| ------- | ------------------- |
| 1.      | Dagmara Czerwińska  |
| 2.      | Marcelina Herzyk    |
| 2.      | Samanta Rachuba     |
| 4.      | Oliwia Sadkowska    |
| 5.      | Mariola Wałek       |
| 6.      | Zuzanna Elińska     |
| 6.      | Aleksandra Guzik    |
| 8.      | Natalia Niedobylska |
| 9.      | Małgorzata Gawęda   |
| 9.      | Matylda Jurewicz    |
| 11.     | Julia Wijata        |
| 12.     | Julia Adamek        |
| 13.     | Monika Kukla        |

Szósta edycja (2021)
| Miejsce | Uczestniczka          |
| ------- | --------------------- |
| 1.      | Agata Łabuda          |
| 2.      | Zuzanna Bergander     |
| 2.      | Wiktoria Nowakowska   |
| 4.      | Wiktoria Frąszczak    |
| 5.      | Katarzyna Zając       |
| 6.      | Paulina Siudak        |
| 7.      | Natalia Płocka        |
| 7.      | Magdalena Zimoląg     |
| 9.      | Kinga Kowalska        |
| 10.     | Natalia Łukaszewicz   |
| 10.     | Wiktoria Wychowaniec  |
| 12.     | Dominika Jarmoszewska |

## Oglądalność
Dane dotyczące oglądalności zostały oparte na badaniach przeprowadzonych przez Nielsen Audience Measurement i dotyczą wyłącznie oglądalności premiery telewizyjnej – nie uwzględniają oglądalności powtórek, wyświetleń w serwisach VOD (np. Player) itd.
| Edycja | Odcinek                       | Odcinek                        | Odcinek                      | Odcinek                        | Odcinek                     | Odcinek                     | Odcinek                     | Odcinek                      | Odcinek                      | Odcinek                   | Odcinek                      | Odcinek                     | Średnia   |
| Edycja | 1.                            | 2.                             | 3.                           | 4.                             | 5.                          | 6.                          | 7.                          | 8.                           | 9.                           | 10.                       | 11.                          | 12.                         | Średnia   |
| ------ | ----------------------------- | ------------------------------ | ---------------------------- | ------------------------------ | --------------------------- | --------------------------- | --------------------------- | ---------------------------- | ---------------------------- | ------------------------- | ---------------------------- | --------------------------- | --------- |
| 1.     | 1 744 843 (27 czerwca 2016)   | 1 886 714 (4 lipca 2016)       | 2 124 625 (11 lipca 2016)    | 2 190 371 (18 lipca 2016)      | 1 947 244 (25 lipca 2016)   | 1 844 674 (1 sierpnia 2016) | 1 903 041 (8 sierpnia 2016) | 1 871 831 (22 sierpnia 2016) | 1 804 094 (29 sierpnia 2016) | —                         | —                            | —                           | 1 926 046 |
| 2.     | 1 618 389 (12 czerwca 2017)   | 1 244 360 (19 czerwca 2017)    | 1 459 188 (26 czerwca 2017)  | 1 637 398 (3 lipca 2017)       | 1 605 113 (10 lipca 2017)   | 1 604 598 (17 lipca 2017)   | (24 lipca 2017)             | 1 477 329 (31 lipca 2017)    | 1 370 747 (7 sierpnia 2017)  | (14 sierpnia 2017)        | 1 608 000 (21 sierpnia 2017) | (28 sierpnia 2017)          | 1 473 796 |
| 3.     | 1 541 581 (21 maja 2018)      | 1 568 923 (28 maja 2018)       | 2 049 955 (4 czerwca 2018)   | 1 402 375 (11 czerwca 2018)    | 1 408 273 (18 czerwca 2018) | 1 351 638 (25 czerwca 2018) | 1 253 570 (2 lipca 2018)    | 1 739 140 (9 lipca 2018)     | 1 502 569 (16 lipca 2018)    | 1 619 488 (23 lipca 2018) | 1 500 715 (30 lipca 2018)    | 1 747 309 (6 sierpnia 2018) | 1 557 450 |
| 4.     | 1 352 221 (20 maja 2019)      | 1 375 488 (27 maja 2019)       | 1 251 644 (3 czerwca 2019)   | (10 czerwca 2019)              | (17 czerwca 2019)           | (24 czerwca 2019)           | (1 lipca 2019)              | 1 425 760 (8 lipca 2019)     | 1 385 092 (15 lipca 2019)    | 1 407 435 (22 lipca 2019) | (29 lipca 2019)              | (5 sierpnia 2019)           | 1 288 596 |
| 5.     | 829 821 (7 września 2020)     | 924 724 (14 września 2020)     | 1 060 870 (21 września 2020) | 1 014 378 (28 września 2020)   | (5 października 2020)       | (12 października 2020)      | (19 października 2020)      | (26 października 2020)       | (2 listopada 2020)           | (9 listopada 2020)        | (16 listopada 2020)          | (23 listopada 2020)         | 787 718   |
| 6.     | 437 225 (8 października 2021) | 488 609 (15 października 2021) | (22 października 2021)       | 404 738 (29 października 2021) | (5 listopada 2021)          | (12 listopada 2021)         | (19 listopada 2021)         | (26 listopada 2021)          | (3 grudnia 2021)             | (10 grudnia 2021)         | (17 grudnia 2021)            | (26 grudnia 2021)           | 352 884   |